# فرمول یک ۲۰۱۰ (بازی ویدیویی)
فرمول یک ۲۰۱۰ یک بازی ویدیویی مسابقه ای است که بر اساس مسابقات فرمول یک فصل ۲۰۱۰ برای کنسول‌های اکس‌باکس ۳۶۰، پلی‌استیشن ۳ و مایکروسافت ویندوز در سپتامبر ۲۰۱۰ منتشر شده‌است. این بازی دارای یک سیستم آب و هوایی پیچیده بود که برای اولین بار در بازی‌های سبک مسابقه ای به عنوان یک نوآوری در نوع خود محسوب می‌شد.